# NGC 3897
NGC 3897 (również PGC 36902 lub UGC 6784) – galaktyka spiralna z poprzeczką (SBbc), znajdująca się w gwiazdozbiorze Wielkiej Niedźwiedzicy. Odkrył ją William Herschel 28 kwietnia 1785 roku. Jest to galaktyka z aktywnym jądrem typu LINER.